# Jerry Lu
Jerry Lu (* 24. August 1992 in Deutschland) ist ein deutsch-chinesischer Jazzmusiker (Piano), der sich für Straight Ahead Jazz und das Great American Songbook begeistert.

## Leben und Wirken
Lu verbrachte einige Jahre seiner Kindheit in China und begann im Alter von vier Jahren mit dem Klavierspiel. Er war Mitglied des Jugendjazzorchester NRW (Triangle, 2014). Nach einer Vorbereitung an der Glen-Buschmann-Jazz-Akademie Dortmund studierte er von 2012 bis 2017 
Jazzpiano an der Hochschule für Musik und Tanz Köln bei Hubert Nuss und schloss mit Bestnote ab. 2021 absolvierte er in Köln den Master of Music. Zusätzlich nahm er Privatunterricht bei Frank Chastenier, Martin Sasse und Rob van Bavel.
Bereits während des Studiums trat Lu mit seinem eigenen Trio auf nationalen und internationalen Konzertbühnen auf, etwa 2018 beim Klavierfestival Ruhr. Mit diesem Trio, zu dem Stefan Rey (Bass) und Niklas Walter (Schlagzeug) gehören, veröffentlichte er 2024 das Debütalbum In Two Minds. Er arbeitete bereits mit der WDR Big Band, Andy Haderer, Paul Heller, Jeff Cascaro, Jim McNeely, Shannon Barnett, Deborah Carter oder Kike Perdomo zusammen. Seit 2012 gehörte er zur Combo von Charlotte Illinger, mit der 2018 das Album But Beautiful für Double Moon Records entstand. Mit dem Trio von Caris Hermes entstand die EP Human Nature. Weiterhin ist er Mitglied des Trio Special Edition von Frederik Villmow und des Trios von Tom Gaebel. Auch ist er auf den Alben der Florian Raepke Big Band zu hören. 2022 holte Jörg Achim Keller ihn (gemeinsam mit Volker Engelberth) als Solist zur hr-Bigband für sein Jelly-Roll-Morton-Programm.